# Огненный Шторм (DC Comics)
Огненный Шторм (англ. Firestorm) — псевдоним нескольких супергероев вселенной DC Comics.
Первым воплощением Огненного Шторма стали Ронни Рэймонд и Мартин Штейн, которые дебютировали в комиксе под названием Firestorm, the Nuclear Man №1 (март 1978 года). Создателями персонажа были Джерри Конвей и Эл Милгром. Вторым воплощением Огненного Шторма был Джекс Джефферсон, впервые появившийся в комиксе в Firestorm the Nuclear Man vol. 2 №100 (август 1990 года), его создателями являлись Джон Острандер и Том Мандрэйк. Третьим воплощением персонажа стал Джейсон Раш, он дебютировал в комиксе Firestorm vol. 3 №1, (июль 2004 года), создателями которого являются Дэн Джолли и Крис Кросс.

## Биография

### Ронни Рэймонд и Мартин Штейн
Оригинальный Огненный Шторм отличался от других тем, что носил в себе сразу две личности. Молодой Ронни Рэймонд был хорошим спортсменом, игроком в футбол и баскетбол. Ронни совсем недавно поступил в Старшую школу Брэдли. Там он встречает привлекательную девушку по имени Дорин Дей (англ. Doreen Day) и, чтобы произвести на неё впечатление, вступает в ряды местной группы активистов, которые выступают против атомной энергии. Лидером группы был Эдди Эрхарт (англ. Eddie Earhart), который, как выясняется позже, использовал её в качестве прикрытия для своей преступной деятельности. Эдди также намеревался использовать Ронни в качестве козла отпущения. Однако, Ронни решил покинуть группу после того, как протесты переросли в насилие. Группа хотела взорвать экспериментальную Гудзонскую атомную электростанцию, которая была разработана профессором физики Мартином Штейном. С целью помешать официальному открытию станции, бывший помощник Штейна, Дантон Блэк (позже станет известен как Мультиплекс), сообщил в Комиссию по атомной энергии, что именно он был тем, кто создал станцию, а Штейн просто украл его наработки. Блэк также заявил, что Штейн на самом деле планирует взорвать электростанцию.
Позже ночью, группа террористов проникает на станцию и начала закладывать взрывчатку. Когда Ронни осознал, что Эдди Эрхарт на самом деле намерен взорвать станцию, то пытался его остановить. Но Эрхарт мощным ударом вырубил Ронни, после чего он был связан, далее группа вырубила профессора Штейна, оставив их умирать возле реактора. Однако Ронни смог освободиться и, видя бессознательного Штейна, попытался вытащить его из здания, но было поздно, взрыв нарушил целостность ядерного реактора, что вызвало атомный взрыв. В результате катастрофы Ронни и Штейн сливаются в одного человека. Ронни контролирует тело, поскольку он единственный находился в сознании во время взрыва, а Профессор Штейн был просто голосом в глубине его сознания (обычно изображается в виде головы). Тогда Ронни понял, что взрыв наделил его уникальными способностями. Они взяли себе прозвище Огненный Шторм — Ядерный Человек, и полон решимости стать героем.
Когда Рэймонд и Профессор Штейн разделялись, возникли проблемы. После разделения Штейн не смог вспомнить того времени, которое он провёл в теле Огненного Шторма. Когда они разъединялись, Штейн часто оказывался в незнакомом для него месте или ситуации и совсем не понимал, как он туда попал. В связи с этим он начал злоупотреблять алкоголем. Иногда даже, когда появлялся Огненный Шторм, он был пьяным. В конце концов Ронни рассказал Штейну правду об Огненном Шторме, после чего тот начал, пусть и медленно, вспоминать о своей двойной жизни. Позже Ронни и Штейн стали хорошими друзьями. Со временем Штейн смог вспоминать о своих приключениях в теле Огненного Шторма.
Способности
- Поглощение и испускание энергии: Ронни может испускать энергетические лучи из своих рук и поглощать энергию.
- Эйдетическая память: Матрица Огненного Шторма обладает собственной способностью, называющейся «Отзыв Матричной Памяти». Любой Огненный Шторм, обладающий этой Матрицей, может получить доступ к памяти любого существа, который когда-либо объединялся с ней. Также это позволяет загрузить в матрицу информацию о новых элементах.
- Сверхчеловеческая сила: Огненный Шторм обладает сверхчеловеческой силой и может поднять до 100 тонн.
- Сильная прочность: Огненный Шторм обладает сверхчеловеческой прочностью и устойчивостью к различным повреждениям.
- Регенерация: Хотя способности Огненного Шторма очень осложняют задачу его противников по нанесению ему вреда, Элемента всё же можно ранить. Благодаря молекулярной реконструкции Огненный Шторм может восстановить большие утраченные части своего тела.
- Неосязаемость: может делать себя неосязаемым и тем самым проходить через твёрдые объекты.
- Выживание: Огненный Шторм не нуждается в воздухе, еде или воде. По сути, он даже не нуждается в напарнике для выживания. Хотя носители матрицы могут чувствовать желание поесть или попить, на самом деле это им не нужно.
- Трансмутация: Огненный Шторм обладает способностью переставить структуру неорганической материи на атомном и субатомном уровне. Он может не только изменить и преобразовать атомный состав предметов (например, превращать свинец в золото одинаковой массы), но он также может изменить его форму. Однако он не может влиять на органические вещества, но бывают исключения. Однако, это ограничение не распространяется на него самого, что позволяет ему регенерировать утраченные и повреждённые ткани, усилить иммунную систему, изменять внешний вид и обходиться неопределённое время без пищи, воды и воздуха. После того как воскрес Ронни во время событий Светлейший День, Шторм обрёл способность переключаться между Ронни и Джейсоном по своему желанию. Эта способность ограничена его волей, воображением и научными знаниями. Он также может преобразовывать органические и неорганические вещества, просто глядя на него.
- Энергетические взрывы: может испускать ударные волны.
- Улучшенное зрение: Ронни может видеть взаимодействия атомов и структуры молекул. Также он может видеть ультрафиолетовый спектр и имеет микроскопическое и телескопическое зрение.
- Трансформация: Носители Матрицы могут изменять своё обычное тело, становясь Огненным Штормом. Единицы могут изменять настолько, что могут принять нечеловеческий облик, как Смертельный Шторм или Ярость.
- Полёт: может летать на скорости 965 км/час.

## Огненный Шторм вне комиксов

### Мультсериалы
- Огненный Шторм появляется в мультсериале «Супердрузья», где его озвучили Марк Л. Тейлор (Ронни) и Олэн Сул (Штейн). Из-за нежёсткого характера шоу его полномочия были в основном ограничены трансмутацией, в основном герой превращал оружие злодеев в безвредные предметы или нейтрализовывал действие криптонита на Супермена. Огненный Шторм неспособен изменить «органические материалы», что было известно всем его врагам.
- Огненный Шторм (Ронни Рэймонд и Джейсон Раш) появляется в мультсериале «Бэтмен: Отважный и смелый», персонажа озвучили Тайлер Джеймс Уильямс (Раш) и Билл Фагербакки (Рэймонд). Персонаж был введён в эпизоде под названием «Летучая мышь разделилась!», молодой Джейсон и его тренер Ронни вместе с классом посещали экскурсию по атомной станции. В это время Доктор Экс устраивает взрыв ядерного реактора, Джейсон и Ронни попадают под воздействие радиоактивной волны, после чего сливаются в единого человека. В конечном счёте Бэтмен, Джейсон и Ронни использовали свои способности, чтобы остановить Доктор Экса. В конце серии Джейсон придумывает для них псевдоним Огненный Шторм, в то время как Ронни придумал имя «Пламенный Чувак».
- Огненный Шторм (Ронни Рэймонд и Мартин Штейн) появляется в мультсериале «Лига справедливости», персонажа озвучил Пи Джей Бирн.
- Огненный Шторм появляется во втором сезоне мультсериала «Лисица», персонажа озвучили Виктор Гарбер (Штейн) и Франц Драмех.

### Анимационные фильмы
- Огненный Шторм (Джейсон Раш) появляется в «Лига Справедливости: Кризис двух миров», персонажа озвучил Седрик Ярбро. Огненный Шторм был в числе героев, которых Бэтмен вызвал для сражения с Преступным Синдикатом Америки после того, как они проникли на сторожевую башню Лиги Справедливости. В конце фильма Джейсон и другие герои были официально приняты в Лигу.

### Сериалы
- Огненный Шторм появляется в телесериале «Флэш», персонажа играли Робби Амелл и Виктор Гарбер. Он работает в лаборатории С.Т.А.Р. вместе с Доктором Гаррисоном Уэллсом, Циско Рамоном, Хартли Рэтэуэй и со своей невестой Кейтлин Сноу. После взрыва ускорителя частиц он был слит с Профессором Мартином Штейном. Изначально считался погибшим, но он и Штейн на самом деле лишь пропали на несколько месяцев. Огненный Шторм появлялся в Централ-сити в качестве горящего человека и Айрис Уэст дала ему прозвище «Пылающий Человек». Когда о нём узнаёт генерал Уэйд Эйлинг[англ.], то решает использовать его в качестве оружия. Флэш и команда из лаборатории С.Т.А.Р. создали устройство, чтобы отделить Ронни и Мартина. Им удалось разнять их, но они решают помочь Флэшу победить Обратного Флэша. В конце первого сезона над городом образовывается чёрная дыра, которая может уничтожить весь мир. В начале второго второго сезона стало ясно, что Флэш пытался спасти город, но на самом деле именно Огненный Шторм был тем, кто спас Централ-Сити и остановил чёрную дыру, пожертвовав своей жизнью ради этого. Позже Профессор Штейн объединяется с человеком по имени Джефферсон Джексон, становясь новым Огненным Штормом.
- Огненный Шторм появляется в телесериале «Легенды завтрашнего дня», персонажа исполнили Виктор Гарбер и Франц Драмех. Он является одним из участников команды, собранной Рипом Хантером[англ.], чтобы остановить Вандала Сэвиджа.

### Видеоигры
- «Lego Batman 3: Beyond Gotham», персонажа озвучил Нолан Норт.
- Как Мартин Штейн и Джейсон Раш, Огненный Шторм появляется в игре Injustice 2.